# Польпенацце-дель-Гарда
Польпенацце-дель-Гарда (итал. Polpenazze del Garda) — коммуна в Италии, в провинции Брешиа области Ломбардия.
Население составляет 2025 человек, плотность населения составляет 225 чел./км². Занимает площадь 9 км². Почтовый индекс — 25080. Телефонный код — 0365.
В коммуне 8 сентября особо празднуется Рождество Пресвятой Богородицы.